# Passiflora filipes
Passiflora filipes es una especie fanerógama de la familia Passifloraceae.

## Clasificación y descripción de la especie
Herbácea trepadora, algo leñosa en la base, de 4 a 10(15) m de alto; tallo cilíndrico, estriado longitudinalmente; estípulas ovado-auriculadas a semiorbiculares, de 1(2) cm de largo y 0.6 a 1.5 cm de ancho, con frecuencia con el margen provisto de dientes caudados o denticulados, peciolos de 5 a 13 cm de largo, provistos de un par de glándulas nectariales opuestas, colocadas a unos 8 mm de la base de la hoja, de 4 a 11 mm de largo, de 1.5 a 3.5 mm de diámetro, lámina acorazonada en contorno general, a menudo más ancha que larga, de 7 a 12(19) cm de largo por 9 a 20(24) cm de ancho, 3-5(7)-lobada, con los lóbulos triangular-ovados, agudos a acuminados; flores geminadas o rara vez solitarias sobre pedúnculos de (2)3 a 4(5) cm de largo, de 1 a 2 cm de largo, verdosas por fuera, blanquecinas con morado por dentro, de 4 a 5(7) cm de diámetro; sépalos ovado-triangulares a oblongos, de 2 a 3.5 cm de largo y 1 a 1.5 cm de ancho; pétalos ovados a ovado-oblongos, de 0.9 a 1.5 cm de largo; paracorola formada por una sola serie de 45 a 63 filamentos de 1 a 2 cm de largo, blancos con bandas moradas; androginóforo de alrededor de 1 cm de largo, anteras de unos 5 mm de largo; ovario elipsoide, densamente pubescente, estilos de unos 6 mm de largo, estigmas de 2 mm de diámetro; fruto ampliamente elipsoide a ligeramente obovoide, de color morado, de 4.5 a 7 cm de largo por 3.5 a 5.5 cm de diámetro; semillas obovadas, de 4.5 a 6 mm de largo y 3 a 4 mm de ancho.

## Distribución de la especie
Se distribuye del este de México, en los estados de Tamaulipas, Querétaro, Hidalgo, Puebla, Veracruz, Oaxaca y Chiapas, hasta Centroamérica y Sudamérica en Perú y Venezuela.

## Ambiente terrestre
Se desarrolla en bosque mesófilo de montaña, en una altitud que va de los 800 a los 1350 m s. n. m. y florece de noviembre a febrero.

## Estado de conservación
No se encuentra bajo ningún estatus de protección.